# Ecanus
Ecanus är ett släkte av skalbaggar som beskrevs av Stephens 1839. Ecanus ingår i familjen sumpbaggar.
Släktet innehåller bara arten Ecanus glaber.